# 杭州空港新城
杭州空港新城，又称杭州空港经济区，位于杭州市钱塘江南岸的萧山区，是杭州大江东新城的五大副中心之一。
2010年9月20日，空港新城开启“双十大项目”建设，总投资为182亿元，其中政府性投资55亿元，主要分基础配套类和产业类。

## 概况
空港新城规划占地48.8平方公里，其中萧山国际机场现有面积4.73平方公里。规划到2035年，萧山机场面积要增加至14.68平方公里。
空港新城以萧山国际机场为中心，主要分为以下几大片区：
- 空港物流区
- 综合服务区
- 临空工业区
- 生活居住区1
- 生活居住区2

## 交通
杭州机场快速路、杭甬高速公路是空港新城与杭州主城区、萧山区的主要联系通道。